# مهندسی پایدار

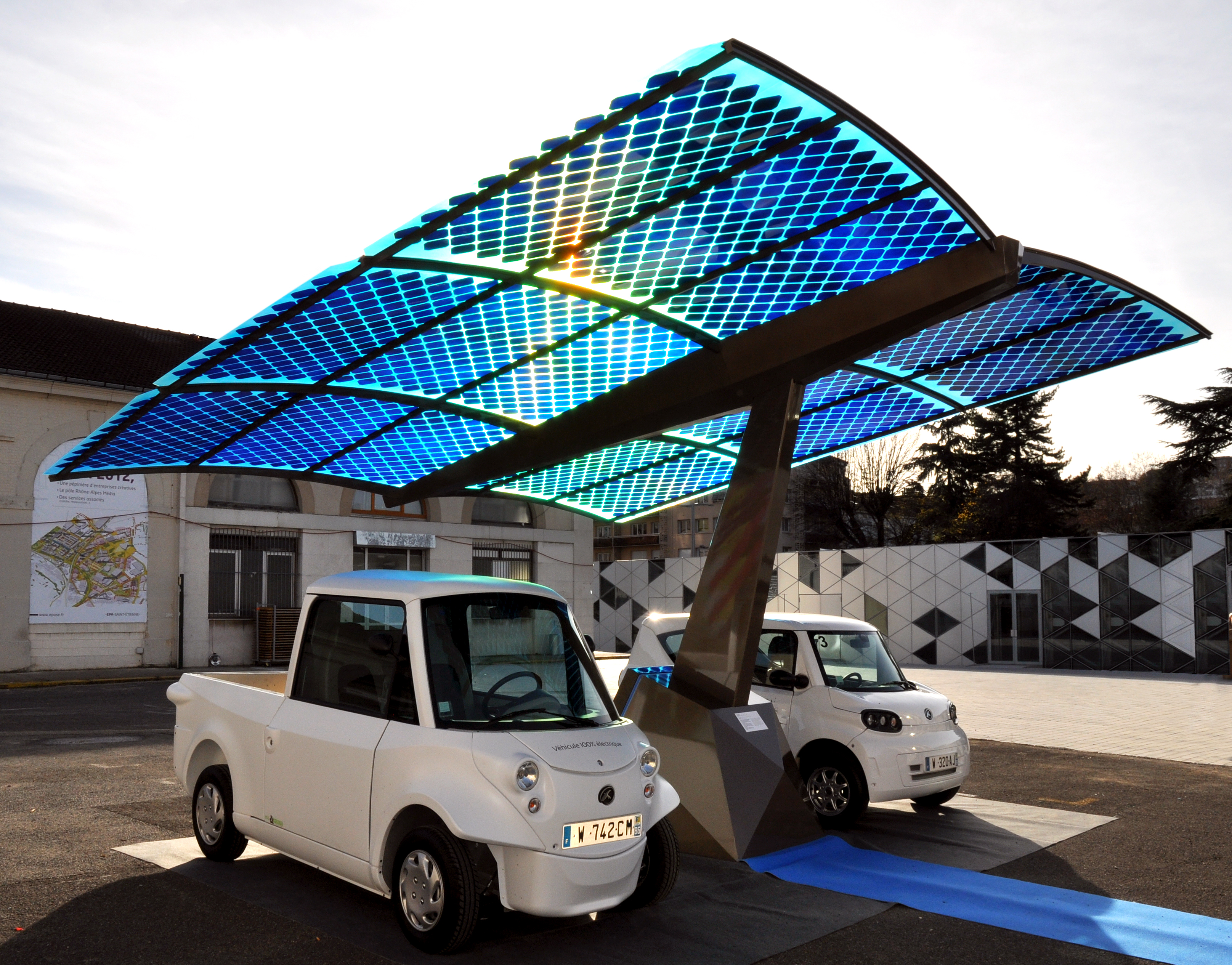
یک ایستگاه فتو ولتاییک، سامانه‌ای که به تولید برق برای شارژ خودروهای برقی و تلفن همراه با استفاده از انرژی خورشیدی می‌پردازد.

مهندسی پایدار (انگلیسی: Sustainable engineering) فرایند طراحی یا کاربری سیستم‌هایی است که از منابع و انرژی پایدار استفاده می‌کنند. به گونه‌ای که محیط زیست را به خطر نیندازند و نسلهای آینده قادر باشند نیازهای خود را برطرف سازند.

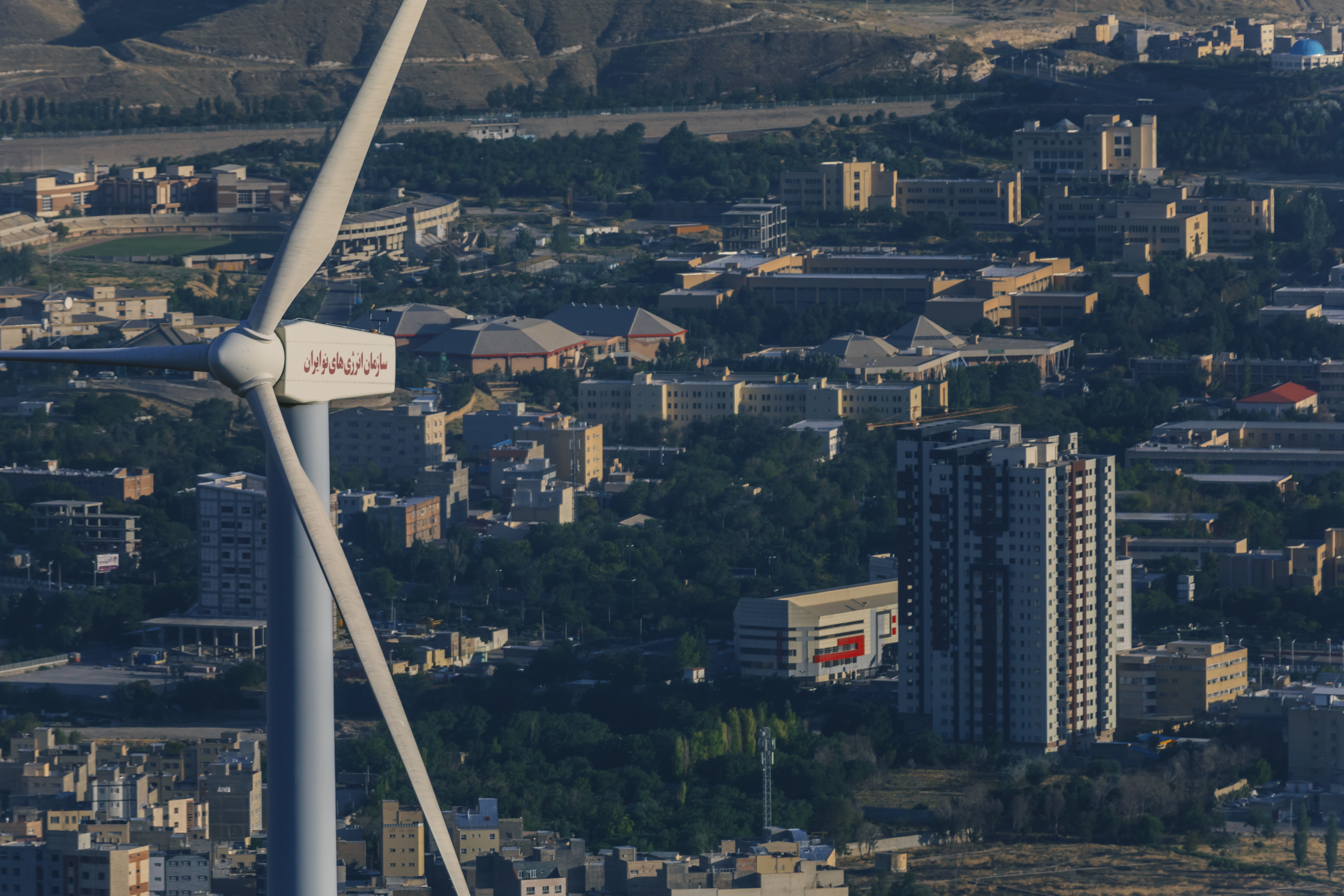
توجه به انرژی بادی از دیگر مواردی است که در مهندسی پایدار به آن توجه میشود (یک توربین بادی بر بالای شهر تبریز)

## نقاط تمرکز مهندسی
- تأمین آب
- تولید غذا
- مسکن و سرپناه
- توسعه انرژی
- فرایندهای صنعتی
- توسعه منابع طبیعی
- پاکیزه کردن محل دفن زباله‌های آلوده
- برنامه‌ریزی پروژهایی به منظور کاهش اثرات زیست محیطی و اجتماعی
- احیای محیط زیست مانند جنگل‌ها، دریاچه‌ها، رودخانه هاو تالاب‌ها
- ارائه مراقبت‌های پزشکی به افراد نیازمند
- کاهش دفع زباله
- بهبود فرایندهای صنعتی جهت از بین بردن ضایعات و کاهش مصرف
- استفاده مناسب و خلاقانه از فناوری[۱]

همچنین برای بهبود فرایندهای مهندسی در حوزه مواد و متالورژی، صنعت نیازمند پایدارتر شدن فرایندها و زیست محیطی تر شدن رشو های تولید است. روش های کاهش آلاینده ها، کاهش مصرف مواد اولیه، کاهش نیاز به انرژی در فرایندها و بهینه سازی مصرف سوخت در کنار استفاده از سوخت های غیر فسیلی زمینه های اصلی در مهندسی پایدار در حوزه مواد است.

## مسکن پایدار
شیوه‌های ساخت و ساز پایدار شامل موارد زیر می‌شوند:
1. محل سکونت پایدار:

انتخاب محل ساخت، پارامتری است که معمولاً نادیده گرفته می‌شود. دوری جستن از انتخاب محل ساخت و ساز نامناسب مانند ساخت و ساز در زمین‌های کشاورزی یا ساخت وساز در نزدیکی زیر ساخت‌های موجود مانند فاضلاب یا راه‌های ارتباطی